# Spielothek-Cup 2001
Der Spielothek-Cup 2001 war die 16. Austragung des Handballwettbewerbs und wurde am 24. und 25. August 2001 in den ostwestfälischen Städten Minden und Lübbecke in Nordrhein-Westfalen ausgetragen.
Der TBV Lemgo setzte sich im Finale mit 30:25 (17:13) Toren gegen den dänischen Vertreter Team Helsinge durch und gewann seinen insgesamt fünften Titel. Den dritten Platz sicherte sich der TSV GWD Minden mit 27:25 (17:14) gegen den TuS N-Lübbecke im Mühlenkreis-Derby. Torschützenkönig wurde Lübbeckes Harald Johnsen mit 15 Toren.

## Preisgeld
Das Preisgeld betrug 14.500 DM. 6.000 DM davon gingen an den Sieger TBV Lemgo.
| Erreichte Platzierung | Preisgeld |
| --------------------- | --------- |
| Sieg                  | 6.000 DM  |
| 2. Platz              | 4.000 DM  |
| 3. Platz              | 3.000 DM  |
| 4. Platz              | 1.500 DM  |

## Modus
Es wurde mit vier Mannschaften im K.-o.-System mit zwei Halbfinalspielen, dem Spiel um Platz drei sowie dem Finale gespielt. Die Spielzeit betrug 2 × 30 Minuten. Bei unentschiedenem Ausgang nach Ablauf der regulären Spielzeit hätte es ein Siebenmeterwerfen gegeben.

## Spiele

### Halbfinale
| 24. August 2001 18:00 Uhr | TSV GWD Minden                | 27:29   | Team Helsinge                 | Kampa-Halle, Minden Zuschauer: 500 Schiedsrichter: Hagen Becker, Axel Hack |
| 24. August 2001 18:00 Uhr | meiste Tore: Lisičić (7 Tore) | (13:15) | meiste Tore: Aagaard (8 Tore) | Kampa-Halle, Minden Zuschauer: 500 Schiedsrichter: Hagen Becker, Axel Hack |
| 24. August 2001 18:00 Uhr | Strafen: 5×                   |         | Strafen: 5× 1×                | Kampa-Halle, Minden Zuschauer: 500 Schiedsrichter: Hagen Becker, Axel Hack |

| 24. August 2001 20:00 Uhr | TuS N-Lübbecke                 | 25:28   | TBV Lemgo                  | Kampa-Halle, Minden Zuschauer: 500 Schiedsrichter: Uwe Prang, Uwe Reichel |
| 24. August 2001 20:00 Uhr | meiste Tore: Johnsen (14 Tore) | (11:11) | meiste Tore: Baur (6 Tore) | Kampa-Halle, Minden Zuschauer: 500 Schiedsrichter: Uwe Prang, Uwe Reichel |
| 24. August 2001 20:00 Uhr | Strafen: 7× 1×                 |         | Strafen: 5×                | Kampa-Halle, Minden Zuschauer: 500 Schiedsrichter: Uwe Prang, Uwe Reichel |

### Spiel um Platz 3
| 25. August 2001 17:30 Uhr | TSV GWD Minden              | 27:25   | TuS N-Lübbecke                    | Kreissporthalle, Lübbecke Zuschauer: 500 Schiedsrichter: Bernd Andler, Harald Andler |
| 25. August 2001 17:30 Uhr | meiste Tore: Axnér (8 Tore) | (17:14) | meiste Tore: Lakenmacher (8 Tore) | Kreissporthalle, Lübbecke Zuschauer: 500 Schiedsrichter: Bernd Andler, Harald Andler |
| 25. August 2001 17:30 Uhr | Strafen: 6× 1×              |         | Strafen: 4×                       | Kreissporthalle, Lübbecke Zuschauer: 500 Schiedsrichter: Bernd Andler, Harald Andler |

### Finale
| Team Helsinge | Team Helsinge | TBV Lemgo | TBV Lemgo |
| | Finale 25. August 2001, 19:15 Uhr in Lübbecke (Kreissporthalle) Ergebnis: 25:30 (13:17) Zuschauer: 500 Schiedsrichter: Frank Lemme, Bernd Ullrich ( Deutschland) |           |           |
| Morten Sejer, Michael Lukacs – Henrik Kronborg (6/1), Mikkel Aagaard (5/1), Michael Hoffmann (1), Bo Christian Pedersen (3), Morten Duelund (4), Theis Husfeldt (2), Kasper Klitgaard (2), Michael Pedersen, Zoran Rakić (2), Jesper Monrad, Sigurdstein Arndal, Kenneth Nielsen Trainer: Niels Møller ( Dänemark) | Christian Ramota, Marco Stange – Achim Schürmann (6), Daniel Stephan (3), André Tempelmeier (1), Ulf Ganschow, Christian Schwarzer (2), Alexander Koke (5), Jörg Schulte, Volker Zerbe (5), Marc Baumgartner (2), Florian Kehrmann, Markus Baur (6/5), Lars-Henrik Walther Trainer: Zbigniew Tłuczyński ( Polen) |           |           |

## Statistiken

### Torschützenliste
| Pl. | Spieler               | Verein         | Tore | FT | 7 m | T/S |
| --- | --------------------- | -------------- | ---- | -- | --- | --- |
| 1   | Harald Johnsen        | TuS N-Lübbecke | 15   | 8  | 7   | 7,5 |
| 2   | Sven Lakenmacher      | TuS N-Lübbecke | 13   | 13 | 0   | 6,5 |
|     | Mikkel Aagaard        | Team Helsinge  | 13   | 8  | 5   | 6,5 |
|     | Tomas Axnér           | TSV GWD Minden | 13   | 8  | 5   | 6,5 |
| 5   | Markus Baur           | TBV Lemgo      | 12   | 2  | 10  | 6   |
| 6   | Blažo Lisičić         | TSV GWD Minden | 10   | 10 | 0   | 5   |
|     | Bo Christian Pedersen | Team Helsinge  | 10   | 10 | 0   | 5   |
| 8   | Henrik Kronborg       | Team Helsinge  | 9    | 7  | 2   | 4,5 |
| 9   | Frank Carstens        | TSV GWD Minden | 8    | 8  | 0   | 4   |
|     | Volker Zerbe          | TBV Lemgo      | 8    | 8  | 0   | 4   |

FT – Feldtore, 7m – Siebenmeter-Tore, T/S – Tore pro Spiel

## Aufgebote
| TBV Lemgo | Team Helsinge | TSV GWD Minden |
| Christian Ramota Marco Stange Achim Schürmann Daniel Stephan André Tempelmeier Ulf Ganschow Christian Schwarzer Alexander Koke Jörg Schulte Volker Zerbe Marc Baumgartner Florian Kehrmann Markus Baur Lars-Henrik Walther | Morten Sejer Michael Lukacs Henrik Kronborg Mikkel Aagaard Michael Hoffmann Bo Christian Pedersen Morten Duelund Theis Husfeldt Kasper Klitgaard Michael Pedersen Zoran Rakić Jesper Monrad Sigurdstein Arndal Kenneth Nielsen | Kristian Asmussen Malik Beširević Frank von Behren Dmitri Kuselew Christian Prokop Gústaf Bjarnason Frank Habbe Tomas Axnér Frank Carstens Blažo Lisičić |
| Zbigniew Tłuczyński (Trainer) | Niels Møller (Trainer) | Alexander Rymanow (Trainer) |

### 4.Platz:TuS N-Lübbecke
| - Andrei Lawrow - Jens Buhrmester - Sven Lakenmacher - Edgar Schwank | - Gerit Winnen - Andrej Sinjak - Zdeněk Vaněk - Sascha Bertow | - Tobias Skerka - Harald Johnsen - Srdjan Skercevic - Björn Schubert |  |

Trainer: Jörn-Uwe Lommel